# Burg Lueg (Gratkorn)
Die Burg Lueg ist eine nur mehr als Burgstall erhaltene Höhenburg auf dem Hausberg der österreichischen Marktgemeinde Gratkorn in der Steiermark. Die Geschichte der Burg reicht bis in das 12. Jahrhundert zurück, als sie errichtet wurde um das Murtal zu überwachen. Sie wurde vermutlich zu Ende des 14. Jahrhunderts aufgegeben und danach abgetragen.

## Standort
Die Burg befand sich auf der nordwestlich des Hauptortes von Gratkorn gelegenen, abgeflachten Kuppe des Hausberges. Dieser ist eine Rückfallkuppe eines von der Ferstlhöhe nach Südwesten streichenden Rückens mit steilen Hängen. Im Nordosten ist der Hausberg über eine flache Einsattlung mit dem Hinterland verbunden, während er zu den anderen Seiten hin steil abfällt und im Westen, zum mittleren Murtal hin, Felshänge auftreten. Durch ihre günstige Lage konnte man von ihr aus den Handels- und Verkehrsweg durch das Murtal sperren.
Etwa 8 Kilometer nordöstlich befindet sich auf dem Semriacher Hausberg die fast gleich benannte Ruine der Burg Luegg.

## Geschichte
Wann genau die Burg errichtet wurde, ist nicht bekannt, vermutlich aber im 12. Jahrhundert als der Hauptverkehrsweg zwischen Graz und Frohnleiten an das östliche Murufer verlegt wurde. Im Jahr 1131 wird ein Rüdiger von Velgau, welcher auf der nicht genau lokalisierbaren, aber vermutlich am Südhang des Gratkorner Hausberges gelegenen Burg Velgau saß und vermutlich mit dem 1159 genannten Rüdiger von Lueg identisch oder zumindest verwandt war. Auf der Burg saß das angesehene Geschlecht der Lueger und denen die Feste als freies Eigen gehörte. Als Letzter aus dem Geschlecht der Lueger wird am 12. Dezember 1202 und am 16. Juli 1214 ein Otto de Luoge bzw. Otto de Luog genannt, von dem die Burg an das mit ihm verwandte oder verschwägerte Geschlecht der Pfannberger ging. Die Pfannberger setzten niedere Rittergeschlechter als Burggrafen auf Lueg ein, welche sich nach dem Ansitz auch von Lug oder von Lueg nannten. Das Landesfürstliche Gesamturbar aus dem Jahr 1265 nennt einen Foramen, womit sowohl die heute als Zigeunerloch bekannte Höhle am Fuße des Hausberges als vermutlich auch die Burganlage bezeichnet worden sein dürften. Im Jahr 1271 wird Lueg mit lapidem, qui foramen dicitur, also als der Stein, der Höhle genannt wird umschrieben.
Vermutlich durch Heirat kam die Burg im Jahr 1270 an die Herren von Wildon, aber auch eine vorübergehende Übergabe scheint möglich, da die Grafen von Pfannberg bereits um 1290 wieder als Besitzer von Lueg aufscheinen. Eine Urkunde vom 16. Februar 1277 nennt eine munitionem dictam Luoge und in einer weiteren Urkunde vom 27. März 1287 wird die Burg castrum dictum Luege genannt. Eine Urkuande des Stiftes Rein nennt 1285 einen Pillung von Lueg der mit dem Stift Geschäfte abschloss. Die Pfannberger setzten im Jahr 1293 Heugel von Lueg, 1297 Pillunch, Giselher und Hugo von Lueg sowie im Jahr 1308 Konrad von Lueg als Burggrafen ein. In dieser Zeit dürfte die Burg auch wieder kurze Zeit im Besitz von Hartnid von Wildon gewesen sein, da Hugo von Lueg als ein treuer Dienstmann der Wildoner genannt wird. Nach Hugos Tod kamen Teile des Besitzes an seinen Schwager Seifried von Waldstein und dessen Cousins Pillunch und Giselher von Lueg. Sophie, die Witwe des ältern Hugo von Lueg, verkaufte im Jahr 1296 eine bei Friesach gelegene Hube an das Stift Rein, und Pillunch von Lueg verzichtete zugunsten des Stiftes im Jahr 1298 auf Güter bei Wörth. Konrad von Lueg beschenkte das Stift mit Gütern in der Obersteiermark. Dieses Geschlecht der Lueger war mit den Saurau verwandt und Geiselher von Lueg führte ein ähnliches Wappen und Siegel wie diese. Die 1322 genannte Geiselher und Otto von Lueg werden als nahe Verwandte der Velgauer genannt, und als Ottlef und Gerunch von Lueg im Jahr 1323 dem Bischof des Stiftes Seckau einen Lehnsrevers ausstellten, verwendeten diese ein anderes Siegel als der zuvor genannte Konrad. Die Lueger traten als Grenzzeugen bei einer 1323 erfolgten Grenzfestlegung, die einen Streit zwischen Gösting und dem Stift Rein beilegen sollte, in Erscheinung. Laut einer aus dem Jahr 1331 stammenden Nachricht übernachteten Elisabeth von Aragón, Frau des Königs Friedrichs des Schönen und dessen Bruder Herzog Otto der Fröhliche auf einer ihrer Reisen durch das Murtal auf der Feste Lueg. Das Geschlecht der Lueger wird im 14. Jahrhundert mehrfach erwähnt, schaffte es aber nicht, von größerer Bedeutung zu sein. Gerung von Lueg verkaufte in den Jahren 1342 und 1343 mehrere Güter zu Lueg an das Stift Rein, und auch Matza, die Witwe von Otto von Lueg hinterließ dem Stift im Jahr 1362 mehrere unterhalb der Burg gelegene Besitzungen. Da die Lueger hohe Schulden angehäuft hatten, mussten sie weitere Güter verkaufen und heirateten auch in reiche Bürgerfamilien ein. So heiratete etwa im Jahr 1351 Katrey von Lueg einen Brucker Bürger und Ann, die Witwe von Leutl's dacz dem Lueg und ihr Sohn Christian verkauften 1380 eine Hube bei Lueg an den mit ihnen verwandten Hertl von Teufenbach.
Die Burg wurde vermutlich am Ende des 14. Jahrhunderts verlassen. Für das Jahr 1422 ist aber noch ein Hof in Sankt Stefan am Gratkorn genannt, der Lueg dienstbar war, aber es ist unwahrscheinlich, dass die Anlage damals noch bewohnt war. Auch das Geschlecht der Lueger starb teilweise im 14. Jahrhundert aus oder wurde zu Bürgern in Graz oder Bauern. Die Burg war im gesamten 15. Jahrhundert als Name für die Gegend bey dem Lueg bekannt, und auch der Reiner Urbar aus dem Jahr 1470 fasste die durch Schenkungen durch die Lueger und Velgauer erworbenen Besitzungen als eigenes Amt bey dem Lueg zusammen. Der Gratkorner Hausberg wurde erstmals 1486 im Gratweiner Urbar mit Lueg gleichgesetzt, die eigentliche Burg war zu dieser Zeit aber vermutlich bereits verfallen und diente den Bauern der näheren Umgebung als Steinbruch. Der Burgname hat sich in den Vulgonamen Hofbacher und Luegschuster erhalten.

## Beschreibung
Bei der Archäologischen Landesaufnahme festgestellte Bodenmerkmale lassen auf eine Turmburg schließen, welche im Osten durch einen Abschnittsgraben gesichert war.
Auf der Kuppe des Hausberges findet man noch spärliche Mauerreste der einstigen Burganlage. So lassen sich noch Reste des Halsgrabens und Spuren der Wehrmauer, welche einen engen Burghof umschloss, finden. Am Waldboden kann man die Fundamente des viereckigen Bergfriedes sowie der Wohngebäude erkennen.

## Sage
Eine örtliche Sage besagt das die Burg Lueg mit der auf der anderen Seite der Mur am Osthang des Gsollerkogels gelegenen Burg Helfenstein bei Gratwein sowie auch mit der bei Semriach gelegenen Burg Luegg durch einen unterirdischen Gang verbunden war.